# NGC 6166
NGC 6166 es una galaxia elíptica gigante y un cuásar situada en la constelación de Hércules y a una distancia de alrededor de 150 megaparsecs (490 millones de años luz) de la Vía Láctea que puede verse con telescopios de aficionado.
NGC 6166 es la galaxia más brillante del rico cúmulo de galaxias Abell 2199, y un excelente ejemplo de galaxia de tipo cD, con un núcleo brillante y una vasta envoltura difusa a su alrededor en la que de hecho hay galaxias menores embebidas. Es también una fuente de ondas de radio que aparece en el catálogo 3C con el número 338.
El gas caliente que llena el medio intergaláctico del cúmulo parece estar cayendo hacia el centro de esta galaxia a un ritmo de 204 masas solares por año, alimentando su agujero negro central, el cual tiene una masa estimada en 1000 millones de masas solares, y convirtiéndola así en una galaxia de núcleo galáctico activo. Al parecer, hay también en ella cierto número de estrellas de tipo espectral O.
NGC 6166 también es muy rica en cúmulos globulares, con ciertas estimaciones otorgándole un número de ellos de alrededor de 39.000.